# Kåge

Kåge es una pequeña localidad del municipio Skellefteå, en la provincia de Västerbotten, Suecia. Se ubica 14 km al norte de la ciudad de Skellefteå, en la desembocadura del río Kåge sobre la bahía de Botnia y cuenta con una población de 2.248 habitantes según el censo del 2010.